# Independence-Klasse (1943)
Die Independence-Klasse war eine Klasse von neun leichten Flugzeugträgern der United States Navy. Sie wurden aus bereits begonnenen Kreuzern der Cleveland-Klasse umgebaut und 1943 als schneller Ersatz für die 1942 verlorengegangenen Flottenträger in Dienst gestellt. Die Träger wurden am pazifischen Kriegsschauplatz eingesetzt, wobei ein Schiff versenkt wurde. Während des Koreakrieges befand sich ein Träger im Einsatz, während zwei Schiffe an Frankreich und eines an Spanien verliehen wurden. Letzteres, die Cabot, diente 22 Jahre als Dédalo, bevor sie 1989 außer Dienst gestellt wurde. Die übrigen Schiffe blieben bis Ende der 1950er-, teilweise auch 1960er-Jahre in der Reserveflotte, wo sie vereinzelt als Flugzeugtransporter Verwendung fanden.

## Geschichte

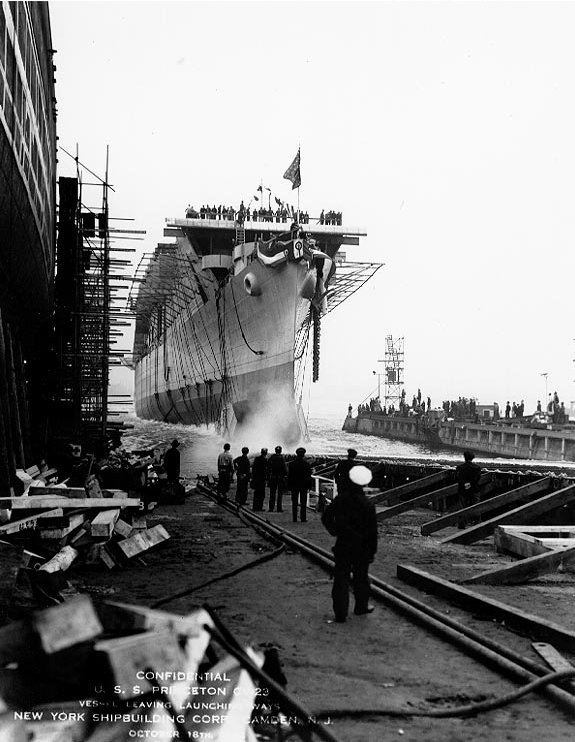
Stapellauf der Princeton am 18. Oktober 1942.

### Planung und Bau
Die angespannte politische Lage mit einem möglichen Krieg mit dem Kaiserreich Japan und die Tatsache, dass die Fertigstellung der ersten im Bau befindlichen Flugzeugträger der neuen Essex-Klasse nicht vor dem Jahr 1944 erwartet wurde, waren im August 1941 für den damaligen US-Präsidenten Franklin D. Roosevelt Anlass genug, die Flugzeugträgerflotte so schnell wie möglich auszubauen. Aus Zeitnot sollten Rümpfe von bereits im Bau befindlichen Kreuzern zu Trägern umgebaut werden. In Auftrag gegebene Studien kritisierten die aufgrund der Kreuzerabmessungen im Vergleich zu bisherigen Flugzeugträgern weitaus geringere Anzahl der möglichen mitzuführenden Kampfflugzeuge, was die Admiralität zu Zweifeln an diesem Programm veranlasste.
Überzeugungsarbeit des damaligen Marineministers Frank Knox veranlasste die oberste Marineleitung zur Realisierung dieses Bauprogramms. Der wenig später darauf erfolgte japanische Angriff auf Pearl Harbor, der schließlich zum befürchteten Krieg führte, veranschaulichte die von Trägerkampfgruppen ausgehende Schlagkraft und bestätigte die Admiralität in diesem Vorhaben.
Die Marine beschleunigte daraufhin die Fertigstellung im Bau befindlicher Flugzeugträger und wählte Kreuzerrümpfe der Cleveland-Klasse zum Umbau aus. Der erste Independence-Klasse-Träger wurde im Januar 1942 genehmigt, während weitere Aufträge in den Monaten Februar (zwei Einheiten), März (drei) und Juni (drei) erfolgten. Somit befanden sich bereits ein Jahr nach den ersten Überlegungen insgesamt neun Einheiten im Bau. Alle Independence-Träger wurden bei der am Delaware River gelegenen New York Shipbuilding Corporation in Camden, US-Bundesstaat New Jersey, gebaut und im Laufe des Jahres 1943 am Philadelphia Naval Shipyard von der US-Marine in den aktiven Dienst gestellt.
Die ersten Kriegsmonate brachten erhebliche Verluste für die US Navy. Während sich zum Zeitpunkt des amerikanischen Kriegseintritts noch sieben Flugzeugträger in Dienst befanden, war die Enterprise zeitweilig der einzige einsatzbereite Träger, den die Alliierten gegen die Kaiserlich Japanische Marine aufbieten konnten.

### Einheiten
Alle neun Schiffe entstanden als Umbauten aus vorhandenen Rümpfen von Leichten Kreuzern der Cleveland-Klasse (Kennung CL; siehe Tabelle). Die ersten fünf Einheiten wurden als Flugzeugträger mit der Kennung CV („Cruiser, Heavier-than-air“) in Dienst gestellt, jedoch mit 15. Juli 1943 zum leichten Flugzeugträger mit der Kennung CVL („Cruiser, Heavier-than-air, light“) umbezeichnet. Die noch im Bau befindlichen Schiffe erhielten von Beginn an die Kennzeichnung CVL.
Im Gegensatz zu den Schlachtschiffen oder Zerstörern hatte die US Navy damals kein einheitliches System für die Benennung ihrer Flugzeugträger. Das wurde auch bei diesen neun Schiffe ersichtlich. Angefangen mit dem historischen Ereignis der Unabhängigkeit („Independence“) über vergangene Schlachten des Amerikanischen Unabhängigkeitskrieges („Princeton“, „Cowpens“), Texanischen Unabhängigkeitskrieges („San Jacinto“), Mexikanisch-Amerikanischen Krieges („Monterey“), Ersten Weltkrieges („Belleau Wood“, englisch für „Bois Belleau“) und des Zweiten Weltkrieges („Bataan“), sowie nach dem italienischen Seefahrer Giovanni Caboto und dem US-amerikanischen Flugpionier Samuel Langley.
| #      | Name                                                             | Geordert                                | Kiellegung   | Stapellauf   | Indienst- stellung        | Außerdienst- stellung        |
| ------ | ---------------------------------------------------------------- | --------------------------------------- | ------------ | ------------ | ------------------------- | ---------------------------- |
| CVL-22 | Independence Amsterdam (CL-59)a)                                 | 10. Jan 1942 1. Jul 1940                | 1. Mai 1941  | 22. Aug 1942 | 14. Jan 1943              | 28. Aug 1946                 |
| CVL-23 | Princeton Tallahassee (CL-61)a)                                  | 16. Feb 1942 1. Jul 1940                | 2. Jun 1941  | 18. Okt 1942 | 25. Feb 1943              | am 24. Oktober 1944 versenkt |
| CVL-24 | Belleau Wood New Haven (CL-76)a)                                 | 16. Feb 1942 9. Sep 1940                | 11. Aug 1941 | 6. Dez 1942  | 31. Mär 1943              | 13. Jan 1947                 |
| CVL-25 | Cowpens Huntington (CL-77)a)                                     | 21. Mär 1942 ?                          | 17. Nov 1941 | 17. Jan 1943 | 28. Mai 1943              | 13. Jan 1947                 |
| CVL-26 | Monterey Dayton (CL-78)a)                                        | 21. Mär 1942 9. Sep 1940                | 29. Dez 1941 | 28. Feb 1943 | 17. Jun 1943 15. Sep 1950 | 11. Feb 1947 16. Jan 1956    |
| CVL-27 | Langley Crown Point (CV-27)b) Fargo (CL-85) a)                   | 13. Nov 1942 18. März 1942 ?            | 11. Apr 1942 | 22. Mai 1943 | 31. Aug 1943              | 11. Feb 1947                 |
| CVL-28 | Cabot Wilmington (CL-79)a)                                       | 11. Jul 1942 ?                          | 16. Mär 1942 | 4. Apr 1943  | 24. Jul 1943 27. Okt 1948 | 11. Feb 1947 21. Jan 1955    |
| CVL-29 | Bataan Buffalo (CL-99)a)                                         | 11. Jul 1942 16. Dez 1940               | 31. Aug 1942 | 1. Aug 1943  | 17. Nov 1943 13. Mai 1950 | 11. Feb 1947 9. Apr 1954     |
| CVL-30 | San Jacinto Reprisal (CV-30) Newark (CV-30)b) Newark (CL-100) a) | 11. Jul 1943 23. Jun 1942 2. Jun 1942 ? | 26. Okt 1942 | 26. Sep 1943 | 15. Dez 1943              | 1. Mär 1947                  |

a): ursprünglicher Name des Kreuzers, auf dessen Rumpf der leichte Flugzeugträger basierte
b): zuerst vorgeschlagener Name des Flugzeugträgers

### Einsatz und Verbleib

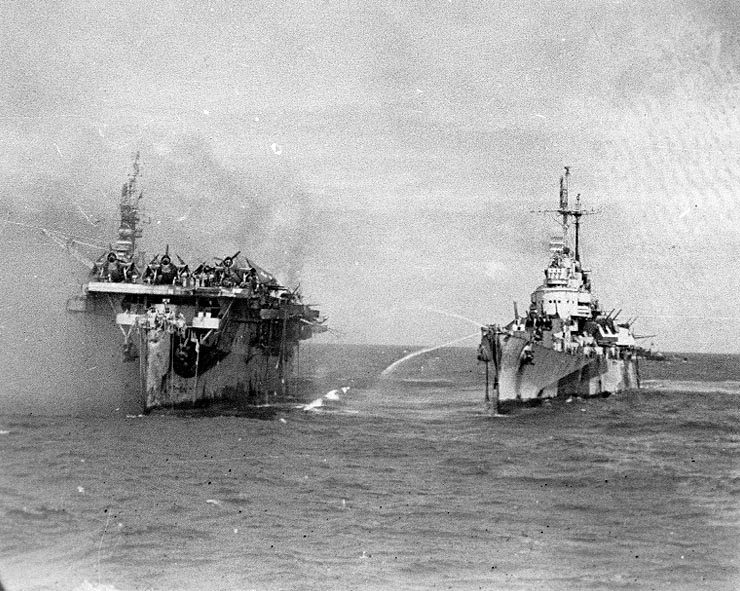
Der Leichte Kreuzer Birmingham unterstützt die Feuerbekämpfung an Bord der brennenden Princeton. Der Kreuzer wurde später durch die Magazinexplosion auf dem Flugzeugträger schwer beschädigt.

Die neun Schiffe wurden zwischen Januar und Dezember 1943 in Dienst gestellt, zusammen mit den ersten Einheiten der Essex-Klasse, deren Fertigstellung nach dem Kriegseintritt der USA massiv beschleunigt werden konnte. Sie dienten mit den großen Flugzeugträgern innerhalb der Fast Carrier Task Forces.
Gemeinsam mit den Geleitflugzeugträgern bildeten sie eine bedeutende Streitmacht innerhalb der US Navy. Independence-Träger beteiligten sich an den Feldzügen gegen die Gilbert- und Marshallinseln. Im Juni 1944 nahmen acht der Schiffe am sogenannten Marianen-Truthahnschießen teil, wo sie alleine 40 % aller alliierten Jagd- und 36 % aller Torpedoflugzeuge stellten. Unerlässlich waren sie auch im Golf von Leyte und an den Landungen auf Iwojima und Okinawa. In Leyte bildete die Independence gemeinsam mit dem Flottenträger Enterprise den ersten Flugzeugträgerverband, der mit nachtjagdfähigen, also mit Radar bestückten Flugzeugen ausgerüstet war. Im Zuge der Leyte-Operationen kam es am 24. Oktober 1944 zum Verlust des einzigen Independence-Trägers, der Princeton. Die durch nur einen einzelnen japanischen Bombentreffer ausgelösten Brände brachten Munition zur Explosion. Fünf Stunden nach dem Treffer zerriss die Detonation eines Magazins schließlich das gesamte Achterschiff. Dies verdeutlichte die Verwundbarkeit dieser Schiffsklasse, in der aus größenbedingtem Platzmangel die Munitionslager direkt auf oder unter dem Hangardeck lagen und nicht, wie bei den größeren Flottenträgern, tief im Inneren des Schiffes unterhalb eines gepanzerten Decks.
| Schiff       | Datum        | Operation               | Ursache            | Werftzeit                                                                   | Bemerkung |
| ------------ | ------------ | ----------------------- | ------------------ | --------------------------------------------------------------------------- | --- |
| Independence | 20. Nov 1943 | Gilbert-Inseln          | 1 Flugzeug-Torpedo | 24 Wochen                                                                   | 3 Propellerwellen zerstört beträchtlicher Wassereinbruch                                                     |
| Princeton    | 24. Okt 1944 | Leyte                   | 1 Flugzeug-Bombe   | schwere Brände am Hangardeck Versenkung durch eigene Kräfte; 108 Todesopfer | schwere Brände am Hangardeck Versenkung durch eigene Kräfte; 108 Todesopfer                                  |
| Belleau Wood | 30. Okt 1944 | Patrouille östl. Leyte  | 1 Kamikaze         | 4½ Wochen                                                                   | Beträchtliche Brände 92 Todesopfer                                                                           |
| Cabot        | 25. Nov 1944 | Patrouille östl. Luzons | 2 Kamikaze         | 2 Wochen                                                                    | geringfügige Brände und Teilbeschädigungen Wiederaufnahme des Flugbetriebes nach 1 h 62 Todesopfer           |
| Langley      | 21. Jan 1945 | südchin. Meer           | 1 Flugzeug-Bombe   | 9 Tage                                                                      | mittlere Beschädigungen durch Druckeinwirkung geringfügige Brände Wiederaufnahme des Flugbetriebes nach 2½ h |
| San Jacinto  | 6. Apr 1945  | Okinawa                 | Kamikaze           |                                                                             | geringfügige Beschädigungen                                                                                  |

Nach Kriegsende und nach Abschluss der letzten „Magic Carpet“-Fahrten (Rücktransport der im Pazifik eingesetzten US-Soldaten) wurden alle Einheiten außer Dienst gestellt und der Reserveflotte zugeteilt. Das Typschiff Independence wurde 1946 Testobjekt bei der ersten Atomwaffentestserie in Friedenszeiten (Operation Crossroads). Das dabei nicht gesunkene, aber radioaktiv kontaminierte Schiff endete schließlich am 29. Januar 1951 als Zielschiff bei den Farallon-Inseln vor der Küste von Kalifornien. Belleau Wood und Langley wurden im Rahmen des Mutual Defense Assistance Program Anfang der 1950er an die Marine Nationale verliehen, wo sie als Bois Belleau (R97) und Lafayette (R96) am Indochinakrieg teilnahmen. Die Belleau Wood kehrte 1960 in die Vereinigten Staaten zurück und wurde im selben Jahr zur Verschrottung verkauft. Ebenso wurde drei Jahre später mit der Langley verfahren.
Monterey und Bataan wurden 1950 reaktiviert. Die Monterey wurde als Schulungsflugzeugträger in NAS Pensacola, Florida, eingesetzt und leistete 1954 in Honduras nach dem Hurrikan Gilda Katastrophenhilfe, bevor sie zwei Jahre darauf in Philadelphia wieder außer Dienst gestellt wurde. Die Bataan wurde anfangs als Transportschiff für Personal und Gerät der US Air Force nach Japan genutzt, nahm aber später mit Marine Corps-Staffeln aktiv am Koreakrieg teil. Sie wurde 1959 vom Naval Vessel Register gestrichen und 1961 verschrottet.
Cowpens und San Jacinto verblieben in der Reserveflotte und wurden 1959 gemeinsam mit den Schwesterschiffen Monterey und Cabot, die zwischen 1948 und 1955 in der Atlantikflotte Dienst versahen, als AVT (Auxiliary Aircraft Transports) umregistriert. Dennoch konnte nur die Cabot eine weitere Karriere beginnen, da Cowpens (1960), San Jacinto (1971) und Monterey (1971) verschrottet wurden.

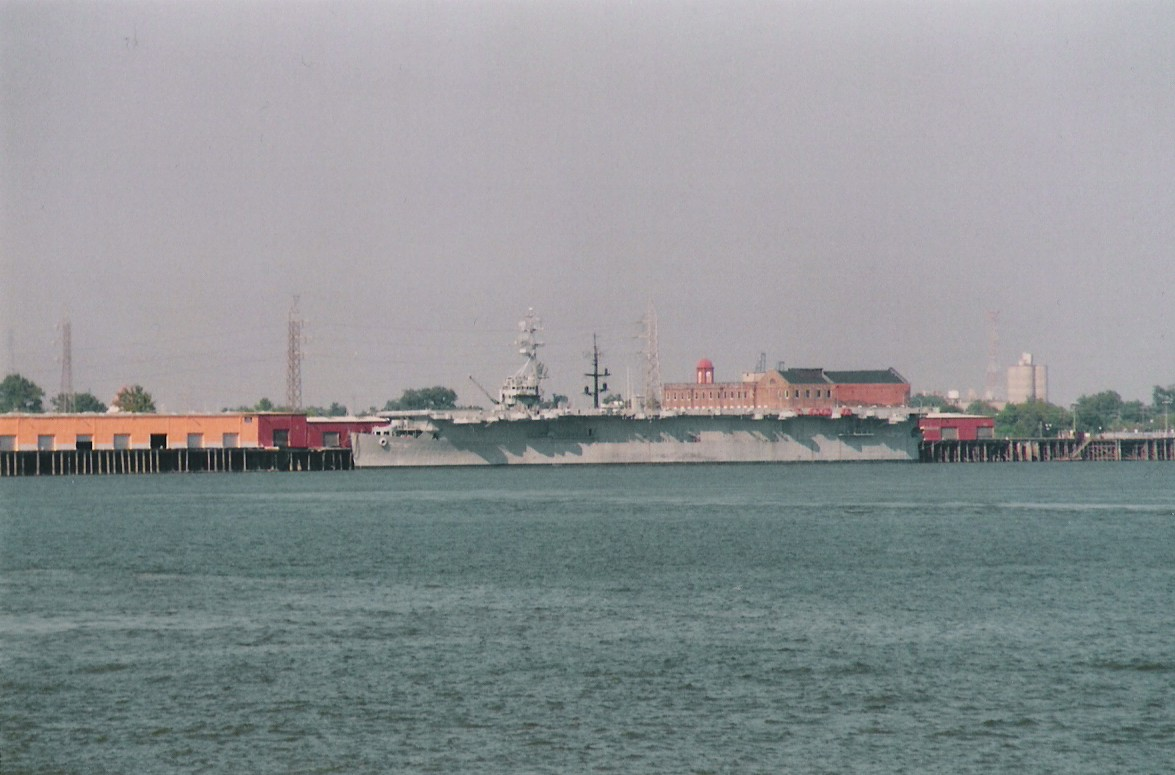
Cabot 1995 in New Orleans.

Nach zwölf Jahren und einer zweijährigen Überholung und Modernisierung im Philadelphia Naval Shipyard wurde die Cabot als Dédalo (R-01) 1967 von der Spanischen Marine in Dienst gestellt. Zuerst als reiner Hubschrauberträger genutzt, wurde das Schiff später der erste Flugzeugträger, der mit Senkrechtstartern vom Typ Harrier ausgerüstet wurde. Die Dedalo fungierte bis zur Indienststellung der Príncipe de Asturias als Flaggschiff. 1989 erfolgten die Außerdienststellung und die Überführung nach New Orleans, wo sich eine Gesellschaft bemühte, den Träger als Museum zu erhalten, was schließlich vergebens war. Nach einer Zwischenstation in Port Isabel, Texas endete der letzte Leichte Flugzeugträger aus dem Zweiten Weltkrieg in Brownsville, Texas, wo er von Oktober 2000 bis März 2003 abgewrackt wurde.
Diese neun Schiffe konnten auf eine beachtliche Ordensammlung zurücksehen. Sie erhielten alleine im Zweiten Weltkrieg 81 Battle Stars, drei Presidential Unit Citations und eine Navy Unit Commendation. Die Bataan wurde für ihren Koreakrieg-Einsatz mit zusätzlichen sieben Battle Stars ausgezeichnet.
Der spätere US-Präsident George H. W. Bush diente als jüngster Navy-Pilot des Zweiten Weltkriegs an Bord der San Jacinto.

### Modifikationen

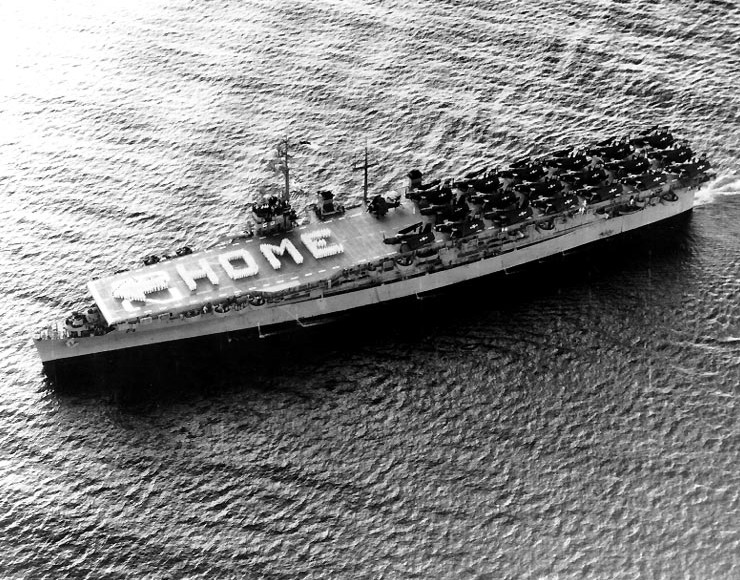
USS Bataan mit Guardian-U-Jagd-Flugzeugen im Mai 1953.

Seit Ende des Zweiten Weltkrieges wurden fünf Independence-Träger wieder in den aktiven Dienst gestellt. Neben den geringfügigen Modernisierungs- (Radar) und Instandhaltungsarbeiten gab es lediglich bei den Schiffen Cabot (CVL-28) und Bataan (CVL-29) größere Umbauarbeiten. Diese Träger wurden für die U-Boot-Jagd (ASW – Anti Submarine Warfare) umgerüstet. Das Flugdeck wurde mit einem zweiten Katapult versehen und verstärkt, um bis zu 20 schwerere Flugzeuge vom Typ AF Guardian tragen zu können. Um die dadurch entstandene erhöhte Topplastigkeit zu kompensieren, wurden der erste und dritte Rauchfang entfernt. Zwischen den verbliebenen beiden Schornsteinen wurde ein verstärkter Mast installiert, wodurch mehr elektronische Ausrüstung montiert werden konnte.

## Technik

### Rumpf

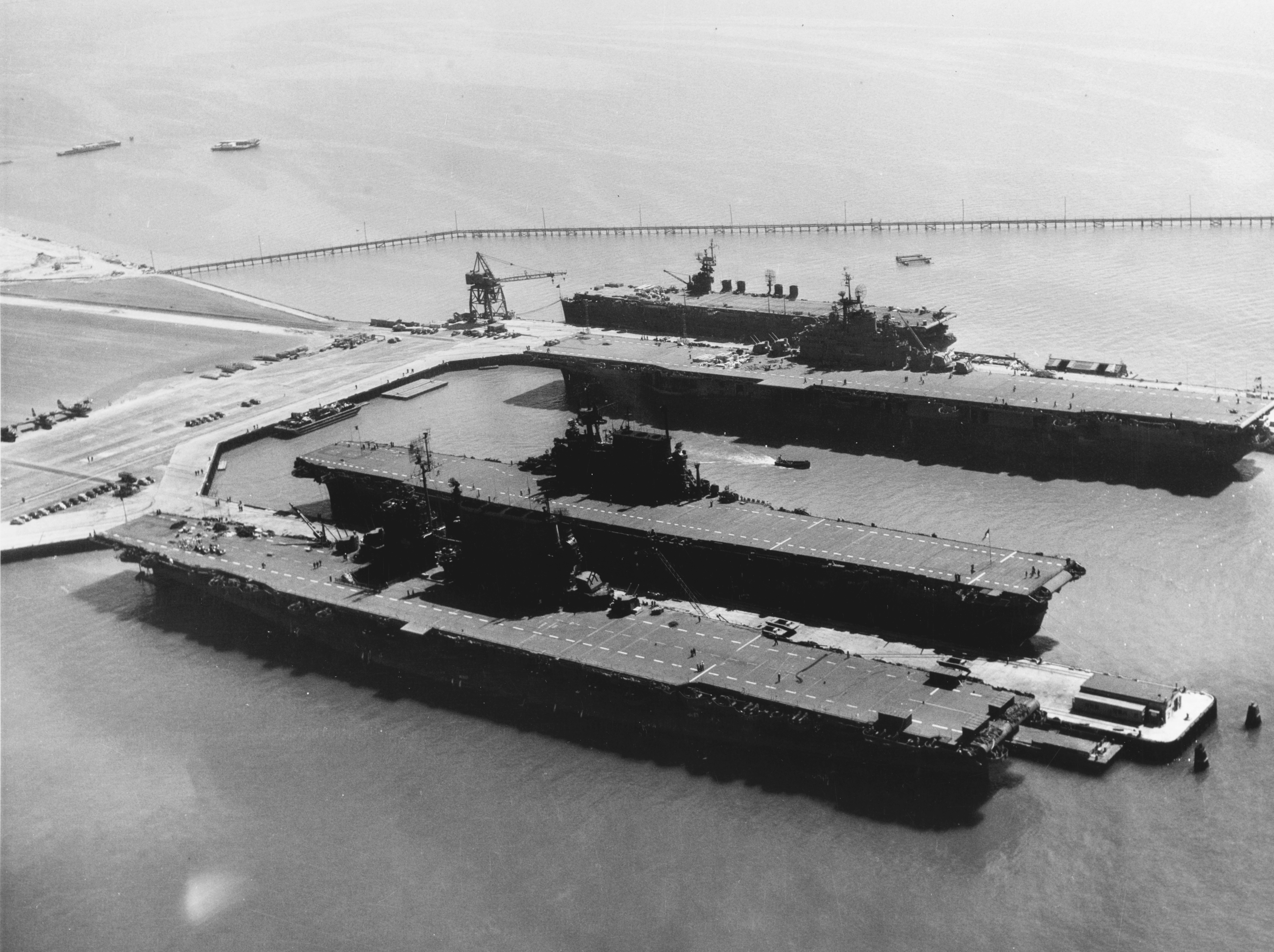
Größenvergleich von vier verschiedenen Flugzeugträgerklassen (Alameda, Kalifornien, im September 1945): Saratoga, Enterprise, Hornet und San Jacinto (Independence-Klasse) im Vordergrund beginnend

Der auf der Cleveland-Klasse basierende Schiffsrumpf hatte an der Wasserlinie eine Länge von 182,9 m und eine Breite von 21,8 m. Im näheren Vergleich waren die Independence-Klasse-Träger nur knapp 27 m kürzer als der damals kleinste US-Flugzeugträger, die Wasp (CV-7), und 20 m länger als die größten Geleitflugzeugträger der Commencement-Bay-Klasse. Die Einsatzverdrängung von 13.000 tn.l., andere Quellen sprechen auch von 15.100 t, verursachte einen Tiefgang von 7,9 m.
Auf dem Hauptdeck des Kreuzerrumpfes wurde das Hangardeck aufgesetzt. Das 14 m (Essex-Klasse: 17,4 m) über der Wasserlinie befindliche Flugdeck hatte wie auf allen anderen US-Trägern eine Holzbeplankung. Die Horizontalpanzerung lag auf dem darunterliegenden Haupt-/Hangardeck, war jedoch mit einer Panzerstärke von 76 mm deutlich schwächer als auf den Flottenträgern.
Verursacht durch die schweren Aufbauten, kam es zu einer erhöhten Topplastigkeit. Berechnungen zufolge wären 6.000 t an Ballast notwendig gewesen, um dies zu kompensieren, wodurch aber das Schiff tiefer im Wasser gelegen und die erreichbare Höchstgeschwindigkeit wesentlich niedriger gewesen wäre. Da jeder zusätzliche Knoten das Starten der Trägerflugzeuge erleichtert, wich man von dieser Lösung ab und brachte stattdessen Seitenwulste an der Wasserlinie an.
Durch diese konstruktionsbedingte Maßnahme, bei der der Rumpf mittschiffs um ca. 1,5 m verbreitert wurde, sank das Länge-Breite-Verhältnis des Rumpfes von ursprünglich 9:1 (Rumpf eines Cleveland-Klasse-Kreuzer) auf 8,4:1. Als weitere Maßnahme zur Gewichtsreduktion wurden beispielsweise die Türen der Offizierskajüten durch wesentlich leichtere graue Leinenvorhänge ersetzt. Trotz der zusätzlichen Panzerung an der Wasserlinie von 38 bis 127 mm waren die CVL gegen feindliche Torpedos und Minen nahezu schutzlos. Auch die Topplastigkeit konnte nie beseitigt werden, wodurch die Schiffe bei starkem Seegang zum Rollen neigten (→ Taifun Cobra).

#### Flugdeck

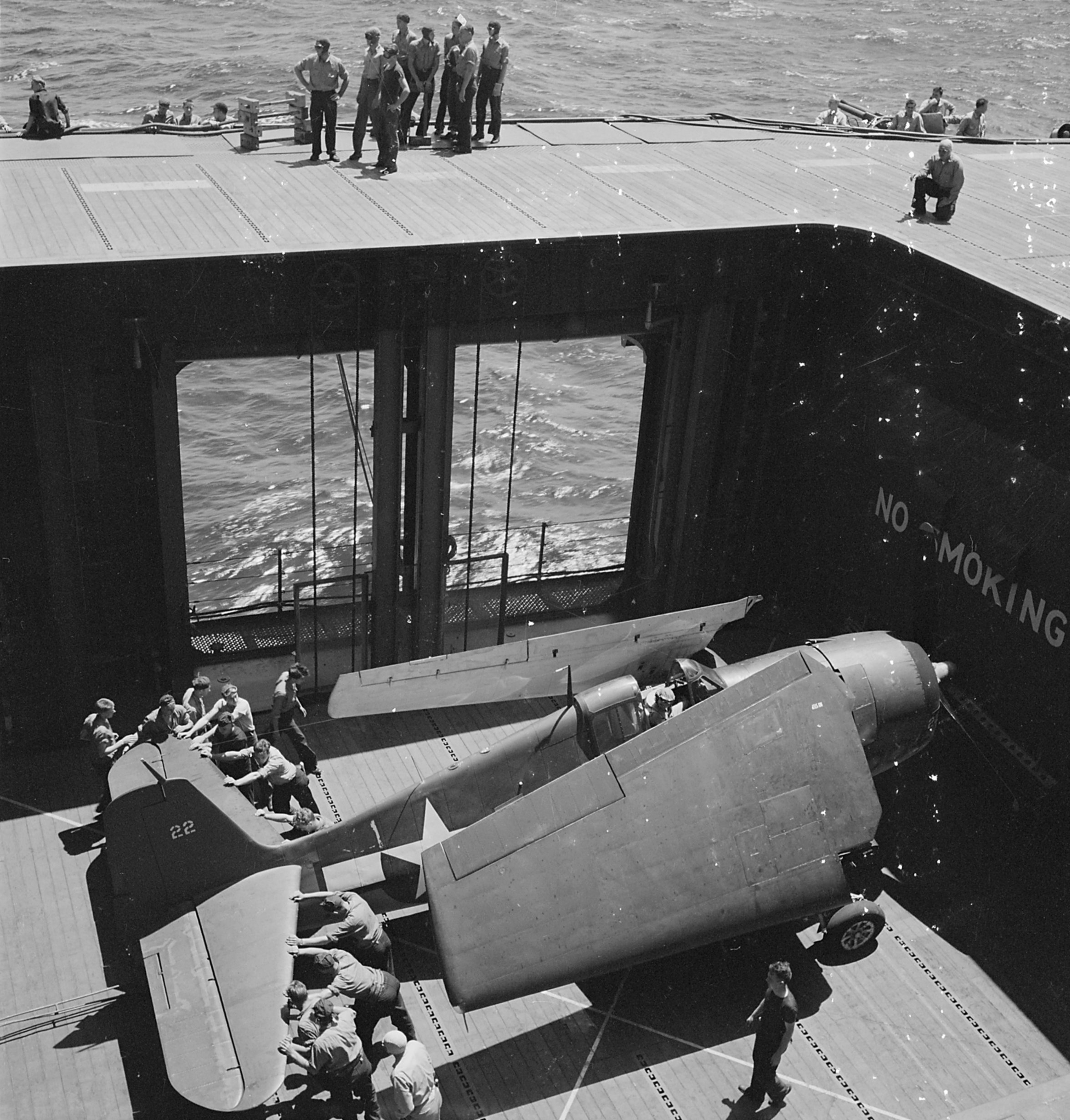
Ein Hellcat-Jagdflugzeug wird in den Deckaufzug der USS Monterey (CVL-26) geschoben.

Gemäß der zu dieser Zeit verwendeten Flugdeckform eines Rechtecks hatte es die Abmessungen 174,4 m × 22,3 m. Da der Rumpf mit ca. 183 m länger als das Flugdeck war, reichte dieses nicht bis zum Bug, wodurch die Independence-Klasse den Flugzeugträgern der britischen Courageous-Klasse und den meisten japanischen Trägern (Ryūjō, Sōryū) ähnlich sah. Die zwei mittig positionierten Aufzüge (12,8 × 13,4 m) befanden sich vor und hinter der Insel und begrenzten das 65,5 m × 17,6 m große Hangardeck. Da das Flugdeck vergleichsweise kurz war, wurde anfänglich ein hydraulisches Katapult vom Typ H-II am Bug eingebaut, das gegen Kriegsende bei einigen Schiffen um ein zweites ergänzt wurde. Den landenden Flugzeugen standen acht Bremsseile zur Verfügung. Ein vor der Insel angebrachter Kran in Fachwerkausführung hatte eine Tragmasse von 7 t.

#### Insel

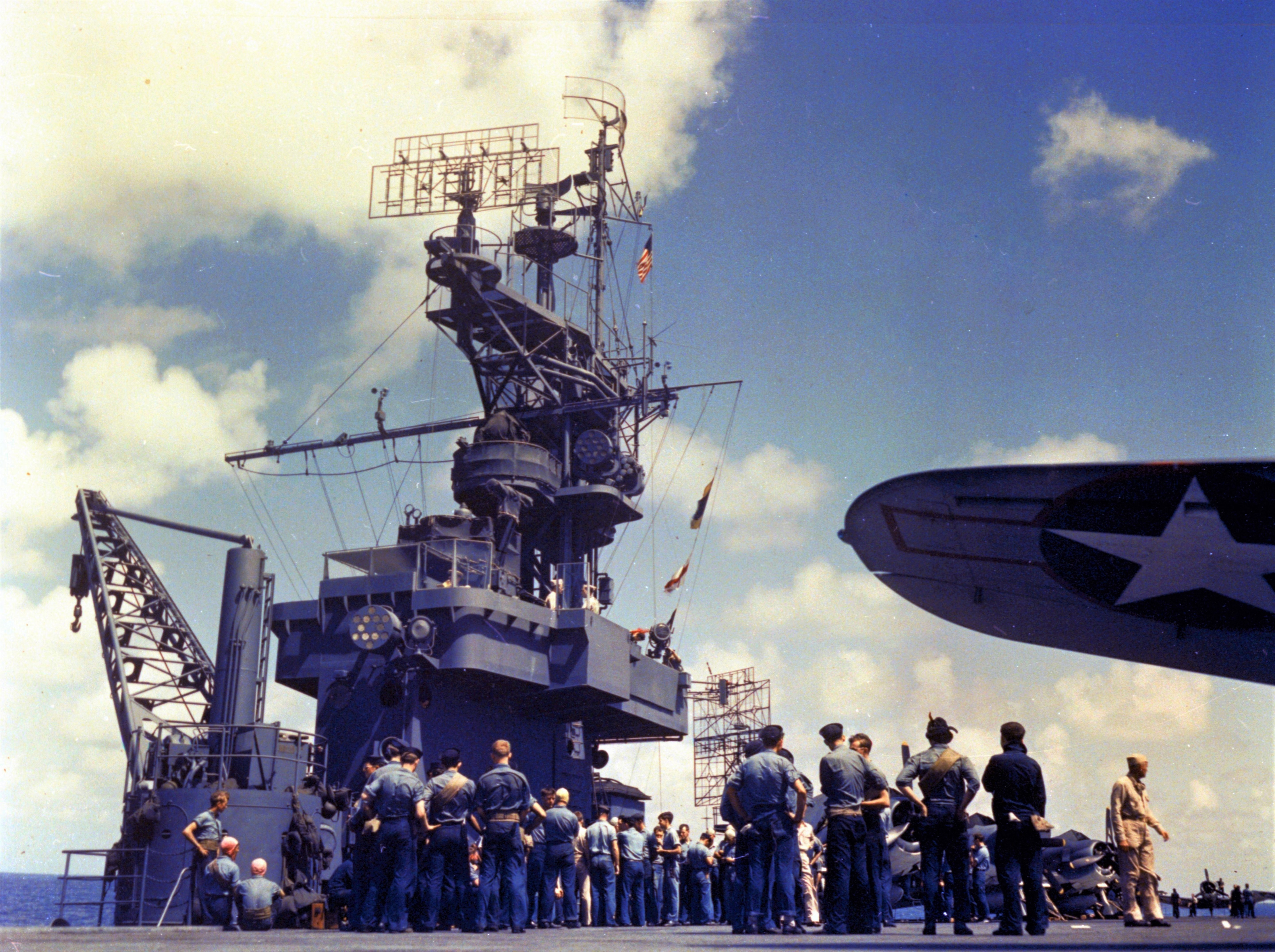
Die Insel der Cowpens. Die auf dem Vormast montierte große Antenne ist das sogenannte SC-Radar. Dahinter befindet sich das kleinere SG-Radar und auf dem Hauptmast das YE-Zielflugfunkfeuer (Vorgänger von TACAN). Hinter der Insel ist eine SK-Antenne zu sehen.

Der erste Flugzeugträger der US Navy, der die Kommandozentrale und den Schornstein in einem Decksaufbau („Insel“) vereinte, war die Yorktown (CV-5). Seither wurde dieses Konzept auf nahezu jedem konventionell angetriebenen Träger angewendet.
Bei der Independence-Klasse musste jedoch darauf verzichtet werden. Aufgrund des schmalen Flugdecks und der großen Spannweite der auf diesen Trägern stationierten Flugzeugen (Hellcat: 13 m; Avenger: 16,5 m), wurde die Insel über die Steuerbordkante des Flugdecks hinausverlegt und entsprechend mit Stahlträgern an der Seitenwand abgestützt. Aus Stabilitätsgründen wurde sie klein ausgeführt und eine entsprechende Menge Zement als Ausgleichsballast in den backbordseitigen Seitenwulst gefüllt. Trotz aller Ausgleichsversuche hatten die neun Independence-Flugzeugträger immer ca. fünf Grad Schlagseite nach Steuerbord.
Da die Insel am Ende des ersten Schiffsdrittels platziert wurde, konnten die Abgase der Antriebsanlage nicht über einen zentralen, in der Insel integrierten Schornstein abgeführt werden, da dies einen erheblich höheren Konstruktionsaufwand bedeutet hätte. Deshalb ließ man die Rauchgase über vier gebogene Schornsteine entweichen, die an die Steuerbordwand gehängt und mittels einer Fachwerkkonstruktion abgestützt wurden. Da die Rauchfänge das Flugdeck nur um 3 m überragten und die Kommandobrücke um 2 m höher lag, wurde je nach Windrichtung und Rauchintensität die Sicht beeinträchtigt. Aus Platzmangel befanden sich die Operationszentrale und die Radarbildschirme unter dem Flugdeck vor dem vorderen Aufzug.

### Antrieb
Die vier mit einer Betriebstemperatur von 455 °C und mit einem Betriebsdruck von 39 bar arbeitenden Dampfkessel von Babcock & Wilcox trieben vier Getriebedampfturbinen der Marke General Electric an. Die dadurch entstehende Gesamtleistung von 100.000 PS trieb vier Propeller mit je einer Welle an und brachte das Schiff auf eine Höchstgeschwindigkeit von 31,6 kn (≈59 km/h). Im Vergleich dazu erbrachten die leichten Kreuzer der Cleveland-Klasse, auf deren Rümpfen und Antrieb die Independence-Klasse beruhte, 32,5 kn. Mit einem Vorrat von maximal 2.789 t an Schweröl konnte jedes Schiff 10.100 Seemeilen (≈18.700 km) mit einer Geschwindigkeit von 15 kn (≈28 km/h) zurücklegen (im Vergleich Flugzeugträger der Yorktown-Klasse: 7.400 t und Flugzeugträger der Essex-Klasse: 6161 t). Der durchschnittliche Treibstoffverbrauch bei dieser Geschwindigkeit lag bei 60 Gallonen pro Minute (≈227 l/min ≈ 225 kg/min).

### Bewaffnung

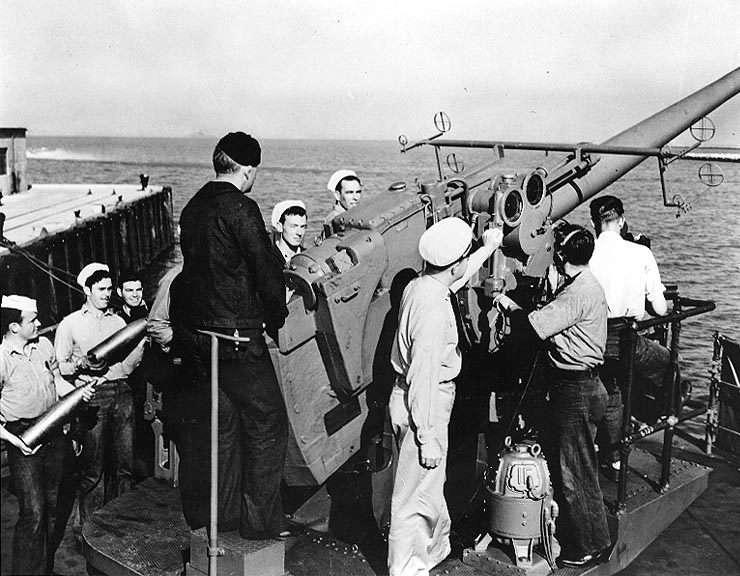
Ein 12,7-cm- (=5-Zoll)-L/38-Einzelgeschütz des Zerstörers Shaw, wie es auf den ersten beiden Schiffen der Independence-Klasse verwendet wurde.
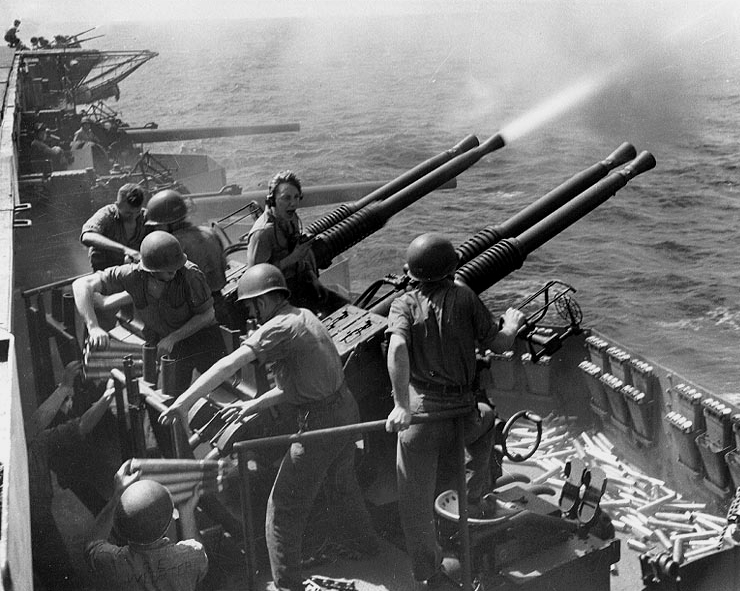
Eine 40 mm-Vierlingsflak an Bord der Hornet.

Ursprünglich bestand die Absicht, diese Schiffe mit bis zu vier 12,7-cm-L/38-Einzelgeschützen zu bestücken, wie sie auf den Trägern der Lexington- und Essex-Klasse zu finden waren. Dieses Mehrzweckgeschütz hatte eine Schussweite von 16,6 km bei einer Rohrerhöhung von 45° bzw. eine maximale Schusshöhe von 11,3 km bei 85° Rohrerhöhung. Die reine Flugabwehrbewaffnung sollte aus 16 40-mm-L/60-Kanonen auf Zwillingslafetten und 16 20-mm-L/70-Oerlikon-Kanonen auf Einzellafetten bestehen.
Die Träger Independence und Princeton wurden trotzdem nur mit zwei 12,7-cm-Geschützen, je einem an Bug und Heck, ausgerüstet. Die restliche Flak-Bewaffnung wurde gemäß Planung ausgeführt, wobei die Zahl der Geschütze während der nächsten Jahre von Schiff zu Schiff unterschiedlich war. Da die leichten Flugzeugträger vornehmlich im Rahmen von schnellen Kampfgruppen operierten, konnte die Hauptlast der Flugzeugabwehr den Begleitschiffen anvertraut werden, während man sich bei den Trägern auf die leichte Maschinenflak gegen Tiefflieger beschränkte. So wurden die Mehrzweckgeschütze nach ca. sechs Wochen durch 40-mm-L/60-Vierlingsflak ersetzt, die bei 42° Rohrerhöhung eine effektive Reichweite von 10 km erbrachten.
Gegen Kriegsende bestand die Defensivbewaffnung aus 26 bis 28 40-mm- und vier bis 22 20-mm-Kanonen. Aufgrund der Platznot waren die Munitionsmagazine klein bemessen und darüber hinaus auch weit entfernt von den Waffen. Daher kam es vor, dass ein großer Teil der Munition direkt bei den Geschützen und auf dem Hangardeck gelagert wurde.

### Aufklärung und Feuerleitung

#### Radar-Ortungsgeräte

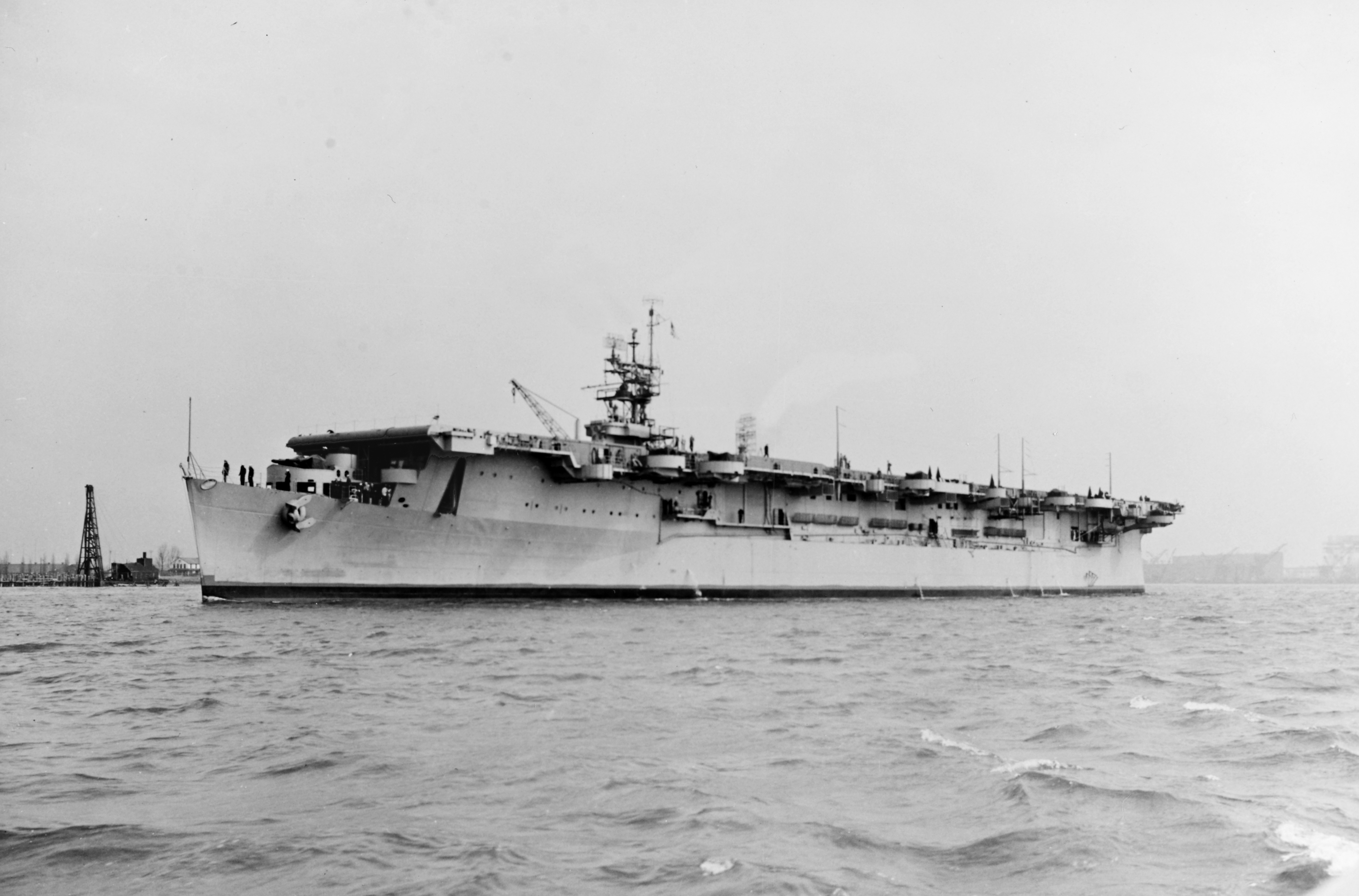
Belleau Wood im Philadelphia Navy Yard am 18. April 1943. Man beachte die gekennzeichneten Radarantennen.

Die serienmäßige Radarausstattung bestand aus den von General Electric entwickelten Langwellen-Radaren SK und SC-2 sowie aus dem SG-Mikrowellen-Radar. Das SK-Radar konnte mittelgroße Flugzeuge ab einer Reichweite von ca. 185 km (± 91 m) orten und arbeitete mit einer Peilgenauigkeit von ± 3°. Die 4,5 m × 5 m messende Antenne wog 1100 kg und wurde auf einem kleinen Mast zwischen den Schornsteinen zwei und drei installiert.
Das kleinere SC-2-Radar war mit seiner 4,5 m × 1,5 m großen Antenne ursprünglich für Zerstörer konzipiert worden und fungierte auf den Independence-Trägern als Notfallersatzgerät zum SK-Radar. Montiert auf der Insel in über 30 m Höhe erbrachte es eine Reichweite von 140 km (± 183 m; ± 3°). Später wurde es mit einem IFF-System nachgerüstet.
Das charakteristische Merkmal des von Raytheon entwickelten SG-Radars war seine 1,2 m × 1,1 m große parabolartige Antenne mit der externen Sende- und Empfangseinheit. Seine maximale Erfassungsreichweite lag bei ca. 27,8 km (± 91 m; ± 2°). Ursprünglich nur zur Ortung von Oberflächenzielen (Schiffen) konzipiert, war das SG-Radar auch Hilfsmittel in der Navigation und war zudem in der Lage, Unterseeboot-Periskope bis auf 9 km Entfernung sowie tieffliegende Flugzeuge zu erfassen. So zuverlässig diese Radarsysteme auch waren, konnten sie nicht die Flughöhe feindlicher Kampfflugzeuge bestimmen. Es war lediglich möglich, die Höhe aufgrund der größten und kleinsten Signalstärke abzuschätzen.
In den 1950er-Jahren wurden diese Anlagen auf einigen Flugzeugträgern durch das SPS-6-Radar von Westinghouse ersetzt. Die 5,5 × 1,5 m große und etwa 400 kg schwere Antenne erbrachte eine Leistung von 500 kW, was eine Erfassungsreichweite von bis zu 260 km ermöglichte. Die an die französische Marine verliehenen Schiffe Belleau Wood und Langley erhielten zusätzlich französische Radargeräte vom Typ DRBV 22. Die lange Zeit in der spanischen Marine diensttuende Cabot wurde laufend auf neuere SPS-Varianten umgerüstet.

#### Feuerleitanlagen

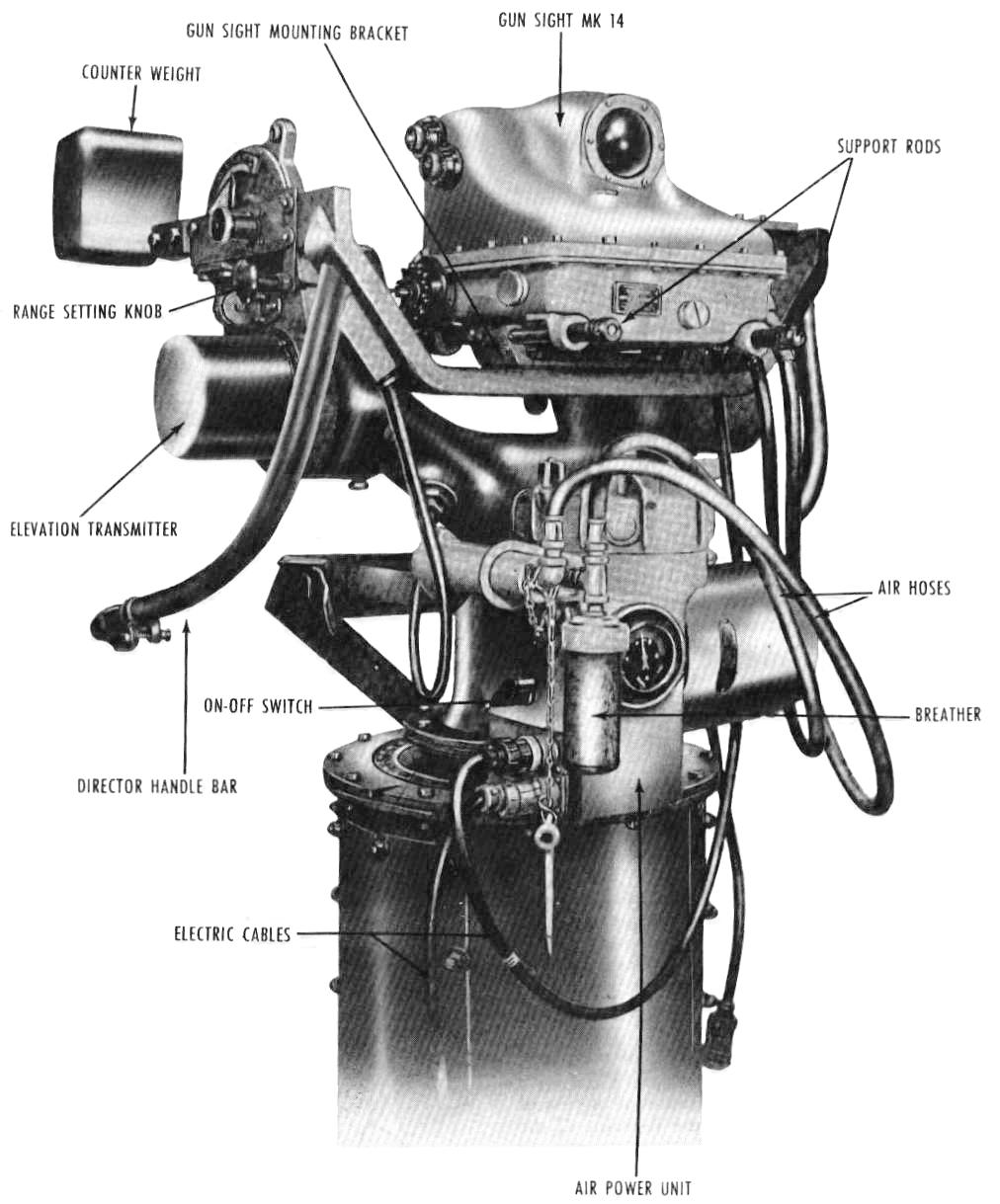
Schema des Feuerleitgeräts Mk 51

Die ersten Feuerleitanlagen wurden ab 1944 vornehmlich auf 40 mm-Maschinenflak installiert, um dadurch eine exaktere Geschützsteuerung zu erwirken und somit eine höhere Abschussquote zu erzielen. Die eingesetzten „Gun Fire Control Systems“ waren vom Typ Mk 51 und Mk 63.
Mk 51 wurde anfangs nur auf den beiden 40-mm-L/60-Vierlingsflaks installiert. Diese Apparatur bestand aus einem Gestell, das der Bediener anhand zweier einem Fahrrad ähnlichen Lenkstangen drehen und schwenken konnte. Mit Hilfe des optischen Mark-14-Visiers wurde ein feindliches Flugzeug ab einer maximalen Entfernung von 3658 m anvisiert und verfolgt. Ein integrierter Analogrechner wertete Höhe und Entfernung aus und schwenkte das Flugabwehrgeschütz um den errechneten Vorhaltewinkel mittels zweier 440-Volt-Wechselstrom-Motoren automatisch in die entsprechende Richtung.
Das Mk 63-Feuerleitgerät war vom Aufbau und Prinzip mit dem Mk 51 identisch. Neben dem moderneren optischen Mark-29-Visier war dieses System zusätzlich mit einem Mk-19-Radar ausgerüstet, wodurch die Bedienungsmannschaft durch einen Radaroperator ergänzt wurde. Die vom MIT entwickelte Feuerleitanlage ermöglichte erstmals gezieltes „blindes“ Beschießen feindlicher Flugzeuge, das heißt unter eingeschränkten Sichtverhältnissen. Kennzeichnend für dieses System war eine auf dem 40-mm-Geschütz installierte runde Radarantenne mit einem Durchmesser von ca. 80 cm.

### Tarnanstriche

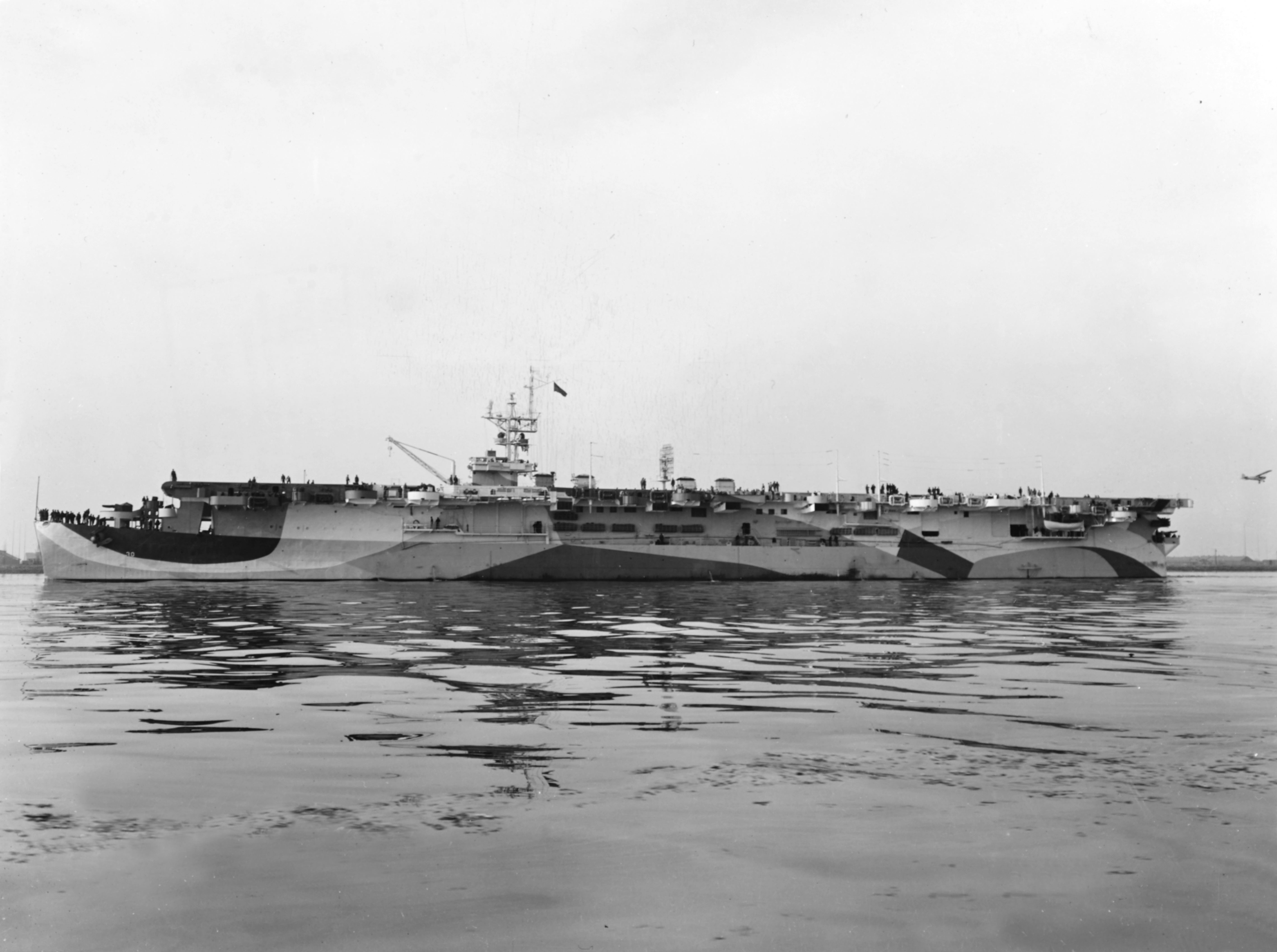
San Jacinto mit ihrem Tarnanstrich

Wie viele der Überwassereinheiten im Zweiten Weltkrieg waren auch einige der leichten Flugzeugträger mit Tarnanstrichen und -mustern versehen. Diese sollten es dem Gegner schwerer machen, ein Schiff von See her oder aus der Luft zu erkennen und seinen Kurs und Geschwindigkeit zu ermitteln. Außerdem diente sie dazu, die Identifikation der Schiffsklasse zu erschweren oder gar unmöglich zu machen. Von den Flugzeugträgern dieser Klasse hatten die Langley (CVL-27) und die Cabot (CVL-28) zu keinem Zeitpunkt ein Tarnmuster, sondern nur das Tarnschema 21.
Independence (CVL-22) und Bataan (CVL-29) fuhren mit dem Tarnschema 32 und dem Tarnmuster 8A. Die Monterey (CVL-26) hatte Tarnschema 33 und Muster 3D. Dabei ist Muster 3D ursprünglich für Zerstörer entwickelt worden. Die anderen Träger dieser Klasse, Princeton (CVL-23), Belleau Wood (CVL-24), Cowpens (CVL-25) und San Jacinto (CVL-30), fuhren mit dem Schema 33 und dem Muster 7A.

## Besatzung
Zur Mannschaftszahl gibt es unterschiedliche Angaben. Mehrere Quellen sprechen von einer Besatzung von 1569 Mann, wobei nicht klar ist, ob die Anzahl der Soldaten des Bordgeschwader (Carrier Air Wing) bereits mit einbezogen wurde. Im Mai 1945 hatte die Cabot eine Besatzung von 87 Offizieren sowie 1315 Unteroffiziere und Mannschaften. Zusätzlich dazu kamen 60 Offiziere und 36 Mannschaften und Unteroffiziere der 24 Jagd- und neun Torpedoflugzeuge umfassenden Air Group. Somit gab es insgesamt 1498 Besatzungsmitglieder.
Eine andere Quelle über die Independence spricht von 86 Offizieren, 1235 Unteroffizieren und Mannschaften sowie einer 114-köpfigen Air Group.
Im Vergleich dazu wiesen die Kreuzer der Cleveland-Klasse, auf deren Rumpf die Flugzeugträger basierten, eine Kriegsbesatzung von 70 Offizieren und 1285 Mann auf (Frieden: 54 Offiziere und 938 Mann).
Die Träger waren zwar höher gebaut, jedoch musste der schon knapp bemessene Raum für Hangardeck, Munitionsdepot, Operationszentrale und Briefingräume zur Verfügung stehen, wodurch die Besatzungen nicht besonders komfortabel untergebracht werden konnten. Zur Versorgung wurden täglich 40.000 Gallonen (≈151.500 l) Meerwasser in Trinkwasser destilliert.
Für Wach- und Repräsentationsaufgaben befand sich eine Abordnung von 43 US-Marines an Bord. Diese setzte sich aus zwei Offizieren (Major; First Lieutenant), zehn Unteroffizieren (je ein Sergeant Major, Gunnery Sergeant und Staff Sergeant; zwei Sergeants; fünf Corporals) und 31 Privates oder Privates First Class zusammen. Zusätzlich bemannten die Marines sechs 20-mm-Flugabwehrkanonen (vier an Backbord und zwei an Steuerbord).
Die Personalsituation war auf den Jungfernfahrten aller neun Schiffe prekär. Teilweise konnten 70 % der Gesamtbesatzung keinerlei Seeerfahrung vorweisen, da sie entweder aus dem Reservestand kamen oder blutjung wenige Wochen zuvor rekrutiert wurden. Bei den Offizieren sah das oft nicht besser aus. Der Kommandant im Dienstgrad eines Captain war grundsätzlich ein langdienendes Mitglied der Marine und Absolvent der in Annapolis, US-Bundesstaat Maryland, ansässigen Marineakademie. Die weiteren Stabsoffiziere, die jeweils als Chefs der Schiffsabteilungen Ambulanz, Bordgeschwader, Flugabwehr, Kommunikation, Maschinen, Navigation, Schiffssicherung und Versorgung fungierten, standen im Rang eines Commanders und/oder Lieutenant Commanders. Im Durchschnitt besuchten fünf bis sechs von diesen acht Offizieren die Marineakademie, während nahezu alle anderen Offiziere aus der Reserve kamen. Das Offizierskorps eines Schiffes bestand sogar nur zu 15 % aus langjährigen Berufsoffizieren.

## Luftgruppe

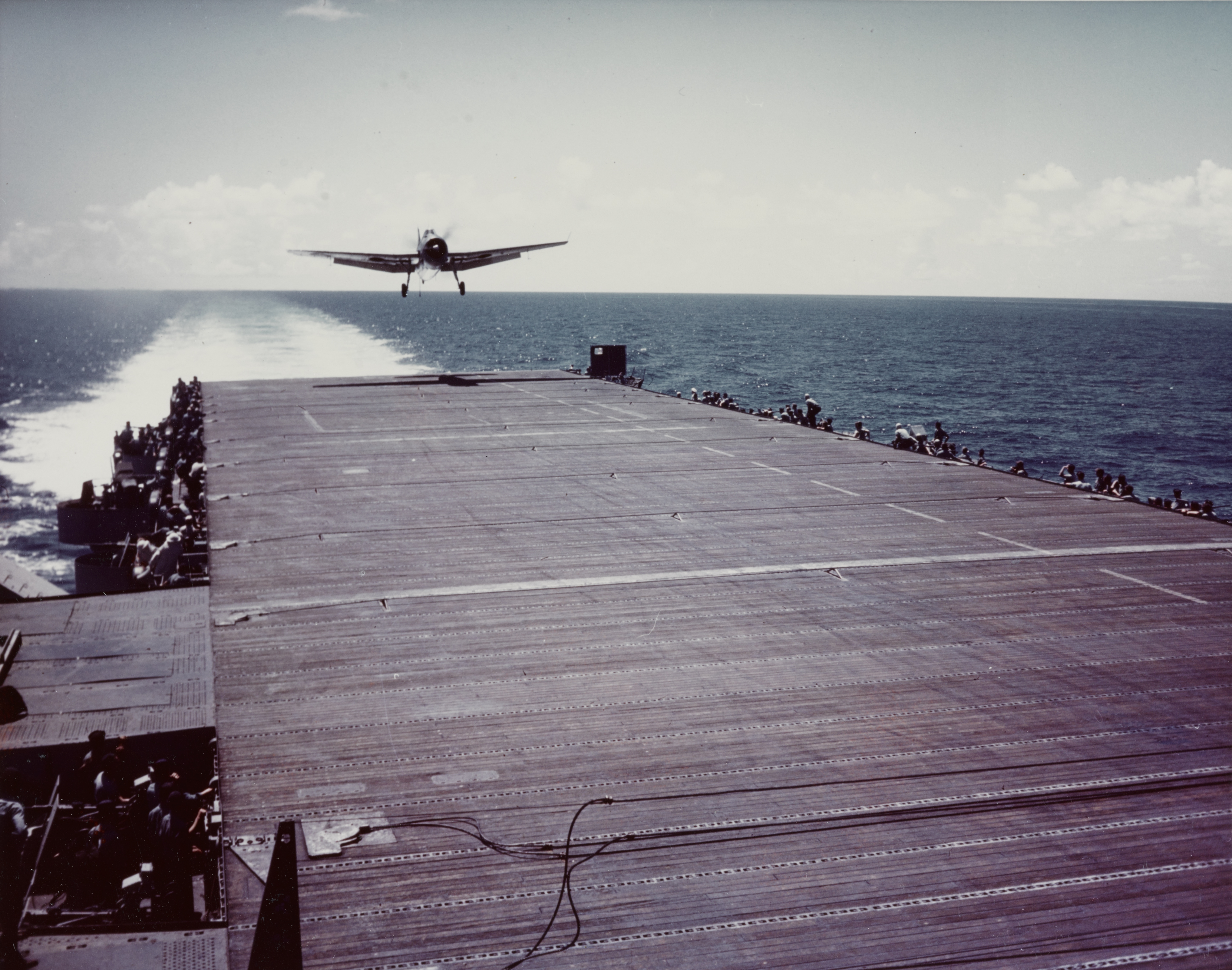
Eine Avenger im Endanflug auf USS Cowpens während der Marshallinseln-Operationen im Januar 1944. Man beachte die Bremsseile und die Position des Landesignaloffiziers an der Backbordseite des hinteren Flugdecks.

Die ursprüngliche Planung sah den Einsatz von je neun Jagd-, Torpedo- und Aufklärungs- oder Bombenflugzeugen vor. Aufgrund der im Einsatz gesammelten Erfahrungen wurde die Gruppe vergrößert und die Zusammensetzung geändert, so bestand eine durchschnittliche auf den Independence-Trägern stationierte Air Group aus zwei Dutzend Jagd- und neun Torpedobombern, womit die Kapazitäten der Träger voll ausgeschöpft wurden. Die während des Pazifikkrieges eingesetzten Typen waren fast ausschließlich F6F Hellcat und TBM/TBF Avenger, lediglich auf der Independence wurden im Sommer 1943 zusätzlich Dauntless-Sturzkampfbomber stationiert. Gelegentlich bestand die Air Group vollständig aus 36 Hellcat-Jagdflugzeugen, um die großen Flottenflugzeugträger vor feindlichen Kampfflugzeugen zu schützen, während sich deren Luftgruppe ganz auf Angriffe konzentrierte und ihrerseits weniger Jäger und mehr Bomber an Bord hatte. Der Hintergrund dieses Konzepts und einer der Gründe für den immer hohen Anteil von Jagdflugzeugen auf den Trägern der Independence-Klasse war, dass vollbeladene Sturz- und Torpedobomber vom vergleichsweise kurzen Flugdeck, das 100 m kürzer war als das der Essex-Klasse, nur schwer starten konnten. Für die leichteren und stärker motorisierten Jäger waren die Decks ausreichend.
Die Bataan war der einzige Independence-Klasse-Träger, der am Koreakrieg teilnahm. Dabei kamen F4U Corsair Jagdbomber des US Marine Corps zum Einsatz.
Der Schiffsvorrat an Flugbenzin betrug 122.243 Gallonen (≈ 462.700 l). Zum Vergleich hatten die Träger der Yorktown-Klasse 178.000 Gallonen (≈ 673.800 l) und die der Essex-Klasse 440.000 Gallonen (≈ 1.665.500 l) Benzin an Bord. Bedingt durch das kleine, vor allem schmale Flugdeck kam es zu mehr Unfällen als bei anderen Flugzeugträgern der US Navy.
| #     | aufgestellt | 1. Einsatztour          | 1. Einsatztour     | 2. Einsatztour     | 2. Einsatztour |
| ----- | ----------- | ----------------------- | ------------------ | ------------------ | -------------- |
| 21    | Mai 1943    | Jul – Nov 1944          | Belleau Wood       | –                  | –              |
| 22    | Sep 1942    | Sep – Nov 1943          | Independence       | Sep '44 – Jan 1945 | Cowpens        |
| 23    | Nov 1942    | Sep '43 – Apr 1944      | Princeton          | Feb – Apr 1945     | Langley        |
| 24    | Dez 1942    | Sep '43 – Jun 1944      | Belleau Wood       | –                  | –              |
| 25    | Feb 1943    | Okt '43 – Jun 1944      | Cowpens            | –                  | –              |
| 27    | Mai 1943    | Jun – Okt 1944          | Princeton          | Jul – Aug 1945     | Independence   |
| 28    | Mai 1942    | Jun – Dez 1944          | Monterey           | Sep – Okt 1945     | Belleau Wood   |
| 29    | Jul 1942    | Okt '44 – Apr 1945      | Cabot              | –                  | –              |
| 30    | Apr 1943    | Nov '43 – Apr 1944      | Monterey           | Feb – Jun 1945     | Belleau Wood   |
| 31    | Mai 1943    | Jan – Sep 1944          | Cabot              | Jul – Aug 1945     | Belleau Wood   |
| 32    | Jun 1943    | Jan – Sep 1944          | Langley            | Aug – Okt 1945     | Cabot          |
| 34    | Apr 1945    | Apr 1945                | Monterey           | –                  | –              |
| 41(N) | Aug 1944    | Sep '44 – Jan 1945      | Independence       | –                  | –              |
| 44    | Feb 1944    | Okt '44 – Jan 1945      | Langley            | –                  | –              |
| 45    | Apr 1944    | Nov '44 – Apr 1945      | San Jacinto        | –                  | –              |
| 46    | Apr 1944    | Feb '44 – Jun 1945      | Independence       | –                  | –              |
| 47    | Mai 1944    | Mär – Aug 1945 Aug 1945 | Bataan San Jacinto | –                  | –              |
| 49    | Aug 1944    | Mai '44 – Aug 1945      | San Jacinto        | –                  | –              |
| 50    | Aug 1943    | Apr – Jul 1944          | Bataan             | Jun – Aug 1945     | Cowpens        |
| 51    | Sep 1943    | Mai – Nov 1944          | San Jacinto        | –                  | –              |